# Paulo Pons
Paulo Henrique Raatz Pons, mais conhecido como Paulo Pons (Pedro Osório, 27 de abril de 1974), é um cineasta, roteirista, produtor e jornalista brasileiro. Escreveu, produziu e dirigiu cinco longas-metragens entre 2008 e 2019. Seu filme de estreia, Vingança (Seleção Oficial do Festival de Berlim 2009 - Mostra Panorama), foi exibido em mais de 40 países. Em 2018 lançou o filme Contra a Parede, coproduzido e estrelado pelo ator Antonio Fagundes e o primeiro longa-metragem independente comprado pela TV Globo para estreia na grade da emissora antes de sua exibição nos cinemas.
Mudou-se para o Rio de Janeiro em 2002. Sua carreira no audiovisual começou quando era ainda adolescente. Com apenas dezessete anos de idade dirigiu seu primeiro comercial para a TV, lançamento regional da Volkswagen Quantum, em Pelotas, RS. Em 1997, aos 23 anos, foi repórter e apresentador da TV Pampa Sul, então afiliada do SBT. Estudou teatro em Porto Alegre e mais tarde decidiu abrir sua própria produtora de cinema, a Pax Filmes, em 2007, no Rio de Janeiro.
Além de Vingança e Contra a Parede, ele escreveu, produziu e dirigiu Espiral (2011), Pedro Sob a Cama (2017) e Paula - Ou Na Primeira Pessoa do Singular, (ainda sem lançamento). É sócio de Danielle Penteado, produtora e advogada carioca com quem foi casado por 10 anos.

## Carreira
Antes de ingressar no cinema, Paulo Pons trabalhou como publicitário e jornalista no Rio Grande do Sul, em São Paulo e em Brasília. Em 2008, lançou seu primeiro longa-metragem, Vingança. Com um orçamento de R$ 80 mil, valor considerado modesto para padrões nacionais. O filme foi indicado ao Festival de Gramado, na categoria Melhor Diretor. Dois meses depois competiu nas mesmas categorias no Festival Internacional do Rio, onde foi visto por diretor do Berlin International Film Festival, um dos maiores eventos de cinema do mundo. O convite para participar da Berlinale (como é carinhosamente chamado o festival alemão) chegou em novembro, e em fevereiro de 2009 Vingança foi o único filme de ficção brasileiro a representar o país na Alemanha.
Em janeiro de 2020, Paulo Pons iniciou o primeiro tratamento de um novo roteiro, com o título provisório de "O Crime Mais Violento". O projeto, que deve incluir um longa-metragem e uma série para streaming na mesma produção, irá abordar o tema da exploração sexual infantil
.  'Vingança', de Paulo Pons, divide opiniões durante exibição na Première Brasil O Globo, acessado em 26 de agosto de 2009</ref>.